# Pilea multicaulis
Pilea multicaulis es una especie de planta del género Pilea, perteneciente a la familia Urticaceae.

## Taxonomía
Pilea multicaulis fue descrita por Ignatz Urban en 1899.

## Distribución
Se encuentra en el territorio de Puerto Rico.